# Andrea Enria
Andrea Enria (La Spezia, 3 luglio 1961) è un economista italiano, presidente del consiglio di sorveglianza della BCE dal novembre 2018 al novembre 2023 dopo essere stato presidente dell'EBA, l'autorità bancaria europea.

## Biografia
Cresciuto a La Spezia dal padre e dai nonni dopo la morte prematura della madre, ha studiato Economia all'Università Bocconi e all'Università di Cambridge.
Dal 2008 al 2010 è stato a capo della supervisione bancaria della Banca d'Italia. Dal 1º marzo 2011 è stato il primo presidente dell'Autorità bancaria europea (e la conseguente gestione degli stress test bancari) per la quale nel 2015 è stato riconfermano per un secondo mandato di presidenza.
Nel novembre 2018 è stato nominato dalla BCE, che lo ha preferito a Sharon Donnery, vice governatrice della Banca centrale irlandese, presidente del Consiglio di vigilanza (SSB) del meccanismo di vigilanza unico (MVU/SSM) che è uno dei due pilastri dell'unione bancaria UE insieme al meccanismo di risoluzione unico (MRU/SRM, gestito dal SRB). Dal gennaio 2019 ha preso il posto della francese Danièle Nouy

## Premi e riconoscimenti
- Bocconiano dell’anno 2020[8]